# Pterocymbium macranthum
Pterocymbium macranthum är en malvaväxtart som beskrevs av André Joseph Guillaume Henri Kostermans. Pterocymbium macranthum ingår i släktet Pterocymbium och familjen malvaväxter. Inga underarter finns listade i Catalogue of Life.